# Рамадан у Туреччині
Туреччина святкує священний місяць Рамадан у дусі свята та соціальної єдності. Рамадан у Туреччині — це важливий і особливий період, оскільки мусульмани дотримуються денного посту та беруть участь у багатьох релігійних і соціальних заходах і традиціях. Мусульмани в Туреччині називають місяць Рамадан «Султаном місяців».

## Традиції Рамадану в Туреччині

### Сухур та іфтар з азаном
Сухур та іфтар в Туреччині супроводжуються азаном. Мусульмани прокидаються в сухур, щоб з'їсти легку їжу перед світанковою молитвою, а під час іфтару вони збираються, щоб приготувати та з'їсти іфтар, розговитися разом з фініками або оливками, а потім приступити до основної страви.

### Спільна вечеря в мечетях
Під час Рамадану мусульмани Туреччини влаштовують спільні обіди в мечетях. Туреччина відома тим, що під час священного місяця Рамадан прикрашає мінарети, коли вірні збираються, щоб поїсти та випити після магрібської молитви. Учасникам спільної вечері пропонується різноманітна їжа, що сприяє зміцненню духу спільноти та згуртування між окремими людьми.

### Конкурси Священного Корану
Під час Рамадану в Туреччині проводяться конкурси на запам'ятовування та декламацію Корану. У них беруть участь діти й дорослі, щоб продемонструвати свої навички читання Корану, а переможці отримують призи.

### Благодійні банкети у Рамадан
Організація благодійних бенкетів є важливою частиною традицій Рамадану в Туреччині. Благодійні установи та організації організовують груповий іфтар, під час якого роздають продукти нужденним.

### Дружні та сімейні візити
Рамадан у Туреччині — це час дружніх візитів між родичами, друзями та сусідами. Обмінюються привітаннями, дарують подарунки, влаштовують соціальні зустрічі та спеціальні бенкети, які сприяють зміцненню духу близькості та любові у цей благословенний місяць.

## Їжа в Рамадан
Рамадан у Туреччині також відомий стравами, які характеризують цей священний місяць. Серед продуктів, які споживаються протягом місяця Рамадан, є:[1]
- Ішли кебаб: шматочки м'яса, обсмажені на вугіллі та подаються зі смаженою цибулею та хлібом.
- Етлі кефте: приправлені спеціями шматочки яловичини, сформовані у вигляді довгастих котлет, які потім смажаться або смажаться на грилі. Зазвичай подається з рисом і салатами.
- Борек: тісто філо, начинене фаршем, шпинатом або сиром, потім обсмажене.
- Лахмаджун: тонкий корж із м'ясною начинкою.
- Суп з сочевиці: суп з сочевиці вважається однією з основних страв на сніданок у Рамадан.
- Катаєф: турецький десерт, який готують особливо під час Рамадану. Він складається з тонких смужок тіста, начинених волоськими горіхами або фісташками та підсолоджених цукровим сиропом.

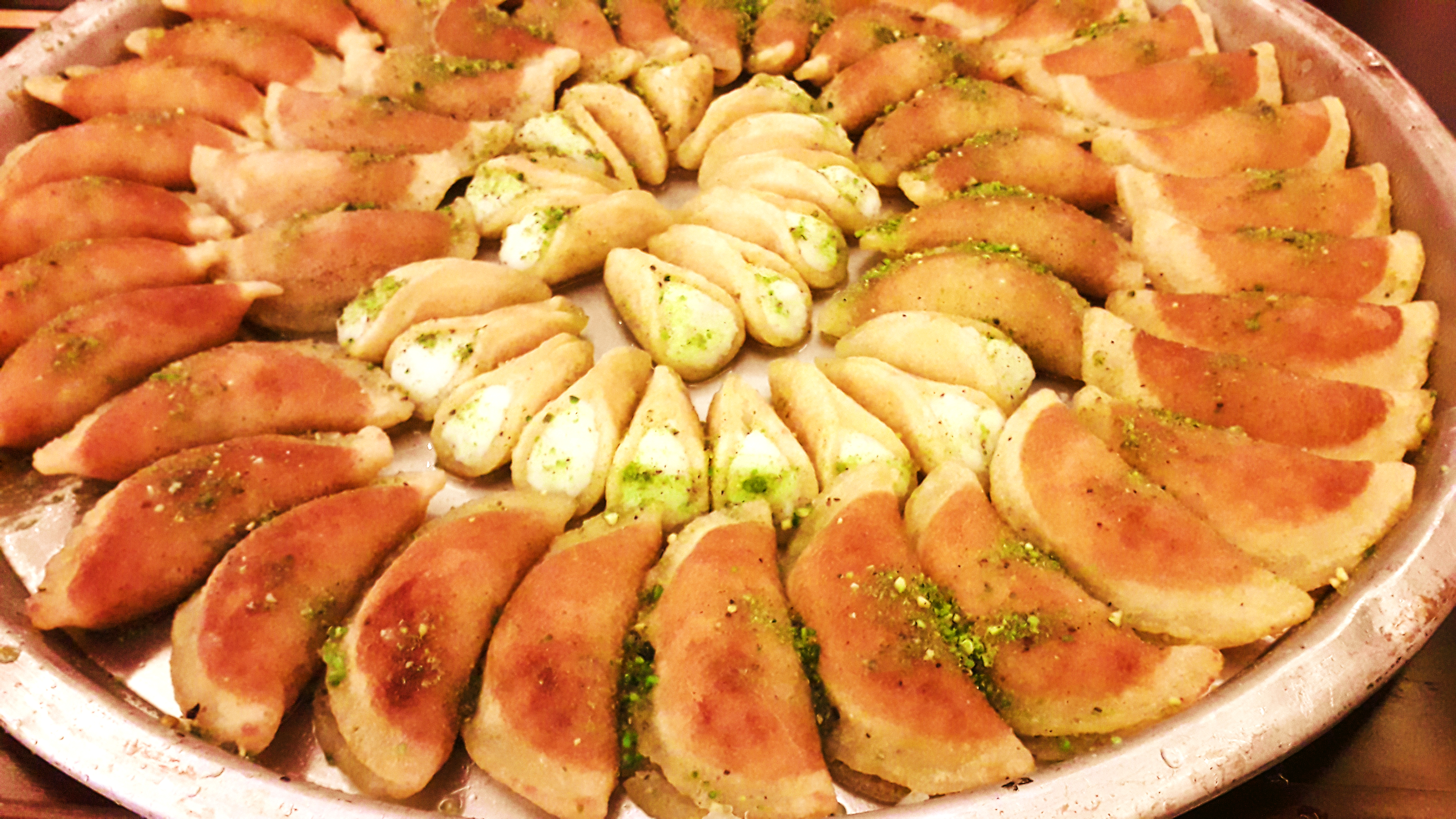
Зображення Катаєфа, популярного десерту на Рамадан, начиненого волоськими горіхами, сиром або вершками.